# ژوئن سوزان
ژوئن سوزان (به انگلیسی: Flaming June) نقاشی‌ای اثر فردریک لیتون است که در سال ۱۸۹۵ کشیده شده. این نقاشی رنگ روغن و بر بوم مربعی به ابعاد ۴۷ در ۴۷ اینچ (۱۲۰۰ میلی متر در ۱۲۰۰ میلی متر) نشانگر زنی در خواب است که نسخه‌ای حسی از سبک آکادمیک نقاش کلاسیک‌گرا است. این نقاشی شناخته شده ترین اثر لیتون است و بسیار در پوسترها و رسانه‌ها تکثیر شده است.
تابلوی ژوئن سوزان در دهۀ ۱۹۳۰ از نظر ناپدید و در دهۀ ۱۹۶۰ دوباره پیدا شد. اندکی پس از آن در دوره‌ای که فروش نقاشی‌های دورۀ ویکتوریا دشوار بود به مزایده گذاشته شد و در آن جا با قیمت پایۀ ۱۴۰ دلار آمریکا (معادل ۱۱۲۶ دلار قیمت‌های مدرن) به فروش نرسید. Museo de Arte de Ponce در پونس، پورتوریکو بلافاصله پس از مزایده اثر را خرید.